# Марганцево-цинковый элемент

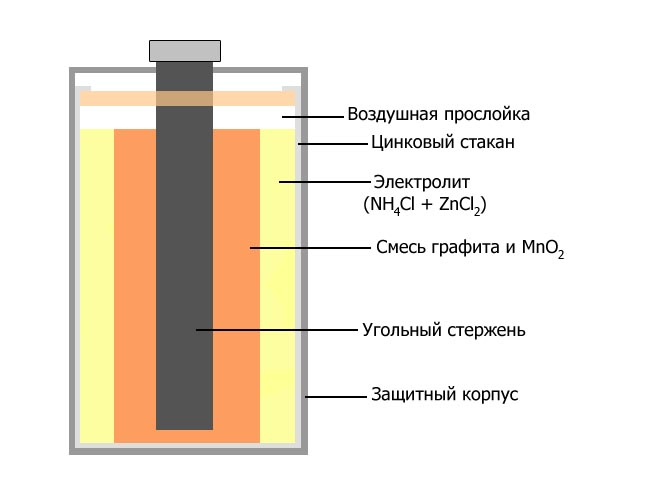
Марганцево-цинковый элемент, схематичное устройство

Марганцево-цинковый элемент, солевой элемент питания, также известный как элемент Лекланше — первичный химический источник тока, в котором катодом является пиролюзит MnO2 в смеси с графитом (около 9,5 %), электролитом — раствор хлорида аммония NH4Cl, а анодом — металлический цинк Zn.
Марганцево-цинковый элемент является одним из самых известных первичным элементом питания одноразового использования, и на сегодняшний день широко используется в портативных устройствах. В отличие от щелочного элемента, где в качестве электролита используется щелочь KOH, марганцево-цинковый элемент является солевым, так как в нём в качестве электролита используется соль — хлорид аммония.

## История изобретения

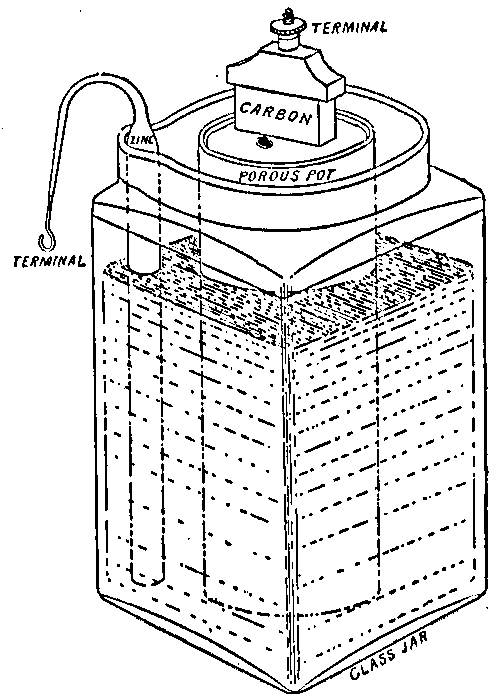
Устройство элемента Лекланше — первой марганцево—цинковой ячейки

Первый марганцево-цинковый элемент был собран Жоржем Лекланше в 1865 году и состоял из цинкового резервуара (анода), диоксида марганца в смеси с графитом (катода), упакованного в пористый углеродный чехол, водного раствора хлорида аммония (жидкого электролита), заполнявшего полость между катодом и анодом, и графитового стержня (токоотвода). Хотя элемент уступал по мощности конструкциям Даниэля Якоби и Бунзена Вильгельма, вскоре элементы Лекланше получили наибольшее распространение благодаря сравнительной безопасности при производстве и эксплуатации. Уже в 1868 году их было выпущено более 20 тыс. штук.
Существенным усовершенствованием конструкции стала иммобилизация электролита. Первоначально Лекланше было предложено загущение раствора солей аммония крахмалом, а впоследствии Карлом Гасснером в 1886 году был разработан электролит в виде пасты, состоящей из оксида цинка, хлорида аммония, гипса, хлорида цинка и воды. Полученные «сухие» элементы Лекланше оказались долговечнее предшественников за счет повышенной устойчивости к коррозии и протечкам, что стало причиной их широкого распространения в мире в первой половине 20-го века до появления батарей на щелочном электролите.

## Характеристики
- Основные характеристики марганцево-цинковых элементов[5] .
- Теоретическая энергоёмкость:
  - Удельная энергоёмкость: 67—99 Вт∙час/кг
  - Удельная энергоплотность: 122—263 Вт∙час/дм³.
- ЭДС: 1,51 В.
- Рабочая температура: от −40 до +55 °C.

## Принцип действия

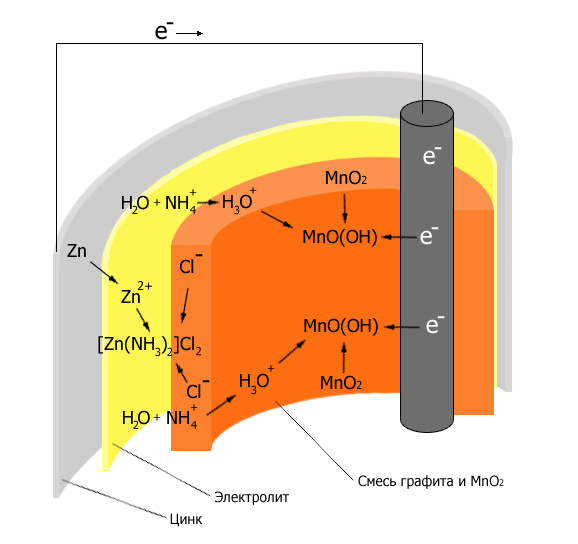
Процессы, происходящие в сухом элементе

При замыкании цепи электроны поступают с цинкового электрода на угольный стержень, образуя Гальванический элемент. Происходят следующие реакции:
Анод: Zn → Zn 2+ + 2e−
На угольном стержне электроны расходуются на восстановление H3O+- ионов:
Катод: 2H3O+ + 2e− → H2 + 2H2O
Ионы H3O+ образуются в результате частичного протолиза NH4+- ионов электролита:
NH4+ + H2O ↔ H3O+ + NH3
При восстановлении H3O+- ионов образуется водород, который образует вокруг угольного стержня прослойку газа, вследствие чего происходит поляризация. Ток постепенно затухает. Чтобы избежать образования водорода, угольный электрод окружают слоем деполяризатора — диоксида марганца (MnO2). В присутствии диоксида марганца H3O+-ионы восстанавливаются с образованием воды:
2MnO2 + 2H3O+ + 2e− → 2MnO (OH) + 2H2O
Электролит NH4Cl диссоциирует и частично протолизируется:
2NH4Cl + 2H2O ↔ 2NH3 + 2H3O+ + 2Cl−
Образующиеся на аноде ионы Zn2+ поступают в раствор и образуют труднорастворимую соль:
Наглядно получается:
Общая реакция: Zn + 2MnO2 + 2NH4Cl → 2MnO (OH) + [Zn (NH3)2]Cl2
Во время разрядки цинковый стакан растворяется. Во избежание вытекания электролита или продуктов реакции стенка имеет запас по толщине или окружена железной защитной оболочкой.

## Устройство

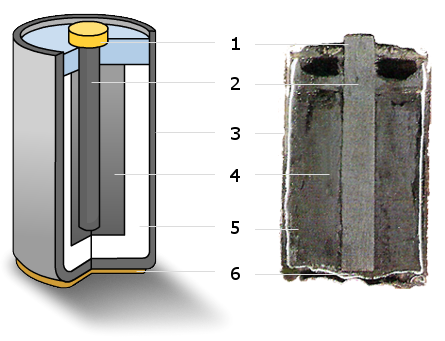
Марганцево-цинковый элемент.
(1) — металлический колпачок,
(2) — графитовый электрод («+»),
(3) — цинковый стакан («-»),
(4) — оксид марганца,
(5) — электролит,
(6) — металлический контакт.

В качестве электродов в «сухом элементе» выступают цинковый стакан и угольный стержень. Поэтому сухой элемент называют ещё угольно-цинковым. Положительным электродом «+» является угольный стержень, отрицательным — цинковый стакан. Угольный стержень окружен смесью диоксида марганца MnO2 и угля (сажи). В качестве электролита выступает раствор хлорида аммония NH4Cl с небольшой добавкой хлорида цинка ZnCl2, загущённый крахмалом и мукой — это необходимо для того, чтобы электролит не мог вытечь или высохнуть при хранении и эксплуатации элемента. Тем не менее при неправильной эксплуатации или слишком длительном хранении электролит всё же может потечь или высохнуть.

## Производство
В 1973 году Maxell была выпущена первая в мире высокопроизводительная марганцево-цинковая батарейка.

## Хранение и эксплуатация

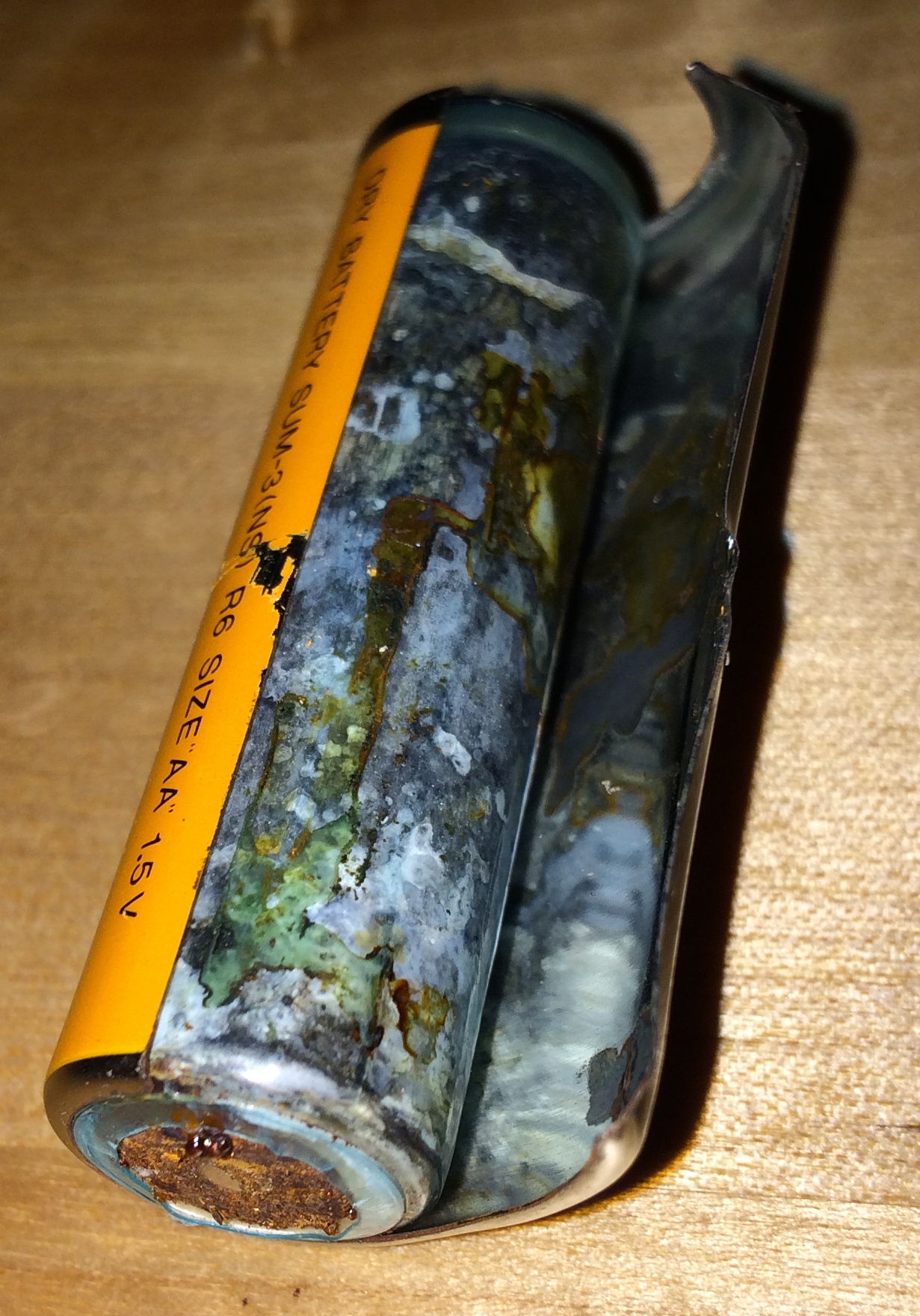
Окислившийся цинковый стаканчик (верхняя декоративно-защитная жестяная оболочка вскрыта, полимерная защитная оболочка под ней целая)

### Восстановление работоспособности
По мере разрядки цинковый стакан покрывается слоем цинк-аммония хлористого, за счёт чего увеличивается внутреннее сопротивление элемента. Частично восстановить ёмкость элемента можно, если удалить слой цинк-аммония хлористого с поверхности цинкового стакана. Сделать это удаётся несколькими способами:
- путём деформации цинкового стакана
- подачей на выводы батареи переменного тока особой формы. Используется ассиметричная "синусоида" 50 Гц с соотношением действующих значений тока разрядного и зарядного полупериодов 1:10. Окончанием регенерации считается достижение напряжения 1,75 В на элементе.

Второй способ нередко ошибочно называют перезарядкой, хотя по сути он лишь позволяет более полно использовать химические реагенты. Регенерация переменным током даёт получить от элемента 75-50-40-30 % первоначальной емкости после первых четырёх процедур восстановления. Оба способа сопряжены с риском повреждения цинкового стакана и подтекания электролита. Более того, этот способ может также привести к взрыву элемента.
Другой распространённой причиной потери ёмкости является высыхание электролита. Это обычно происходит в тех случаях, когда элемент используется в течение длительного времени в устройствах, потребляющих небольшой ток (например, электронных часах), либо после длительного хранения. В этом случае восстановление работоспособности возможно после шприцевания батарейки водой, однако после этого необходимо плотно закрыть отверстие, иначе электролит может в скором времени снова высохнуть либо начать подтекать.
Ещё одной известной неисправностью является коррозия (окисление) цинкового стакана. В результате окисления происходит истончение стакана, а также (при окислении контактных площадок) увеличение сопротивления элемента. Коррозия в дальнейшем может также перекинуться на другие металлические детали, расположенные близко к батарее. Окислившийся элемент восстановлению не подлежит.

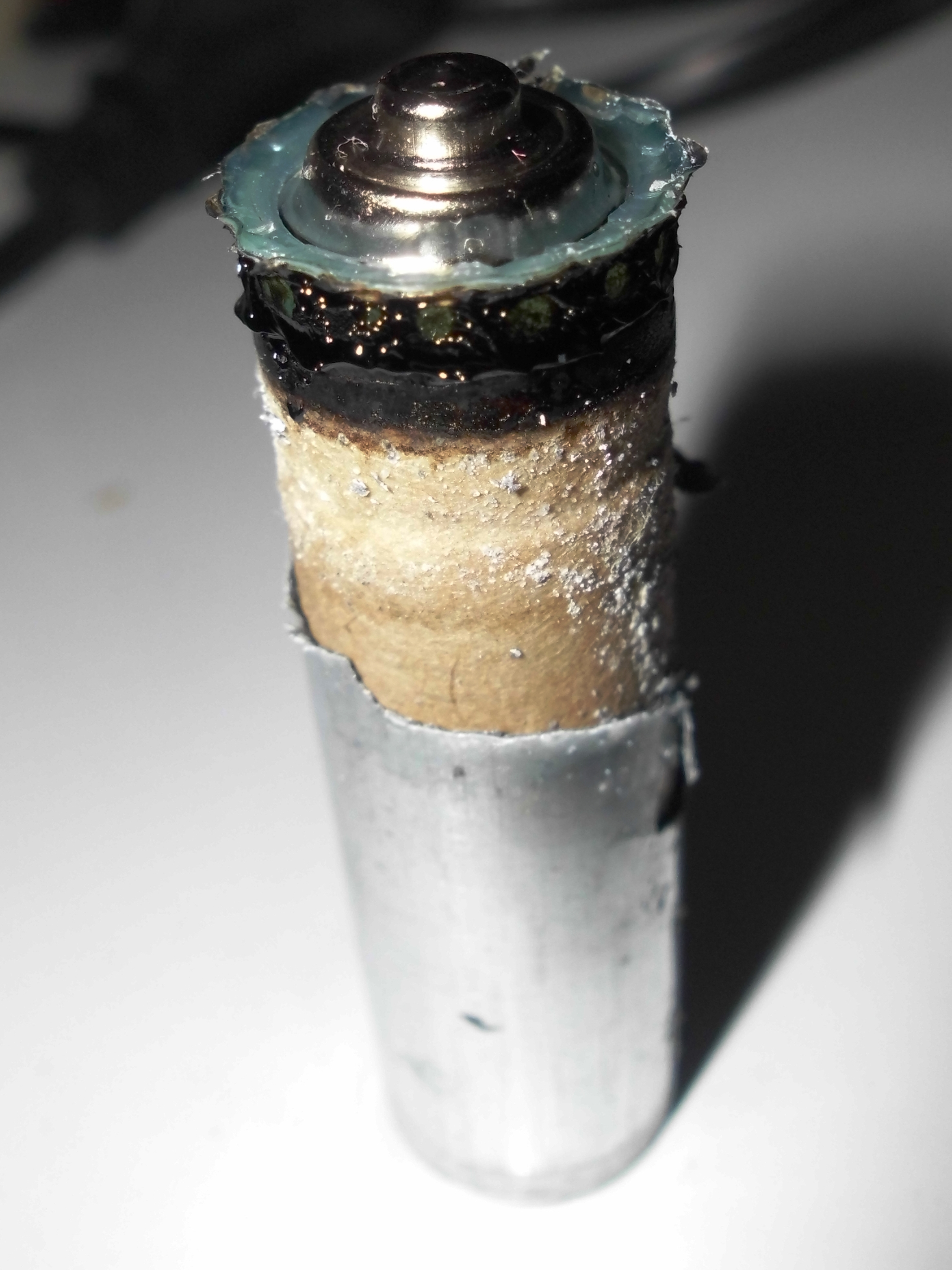
Цинковый стаканчик («-» электрод) частично вскрыт, под ним - бумажный стаканчик, пропитанный электролитом и залитый битумной мастикой
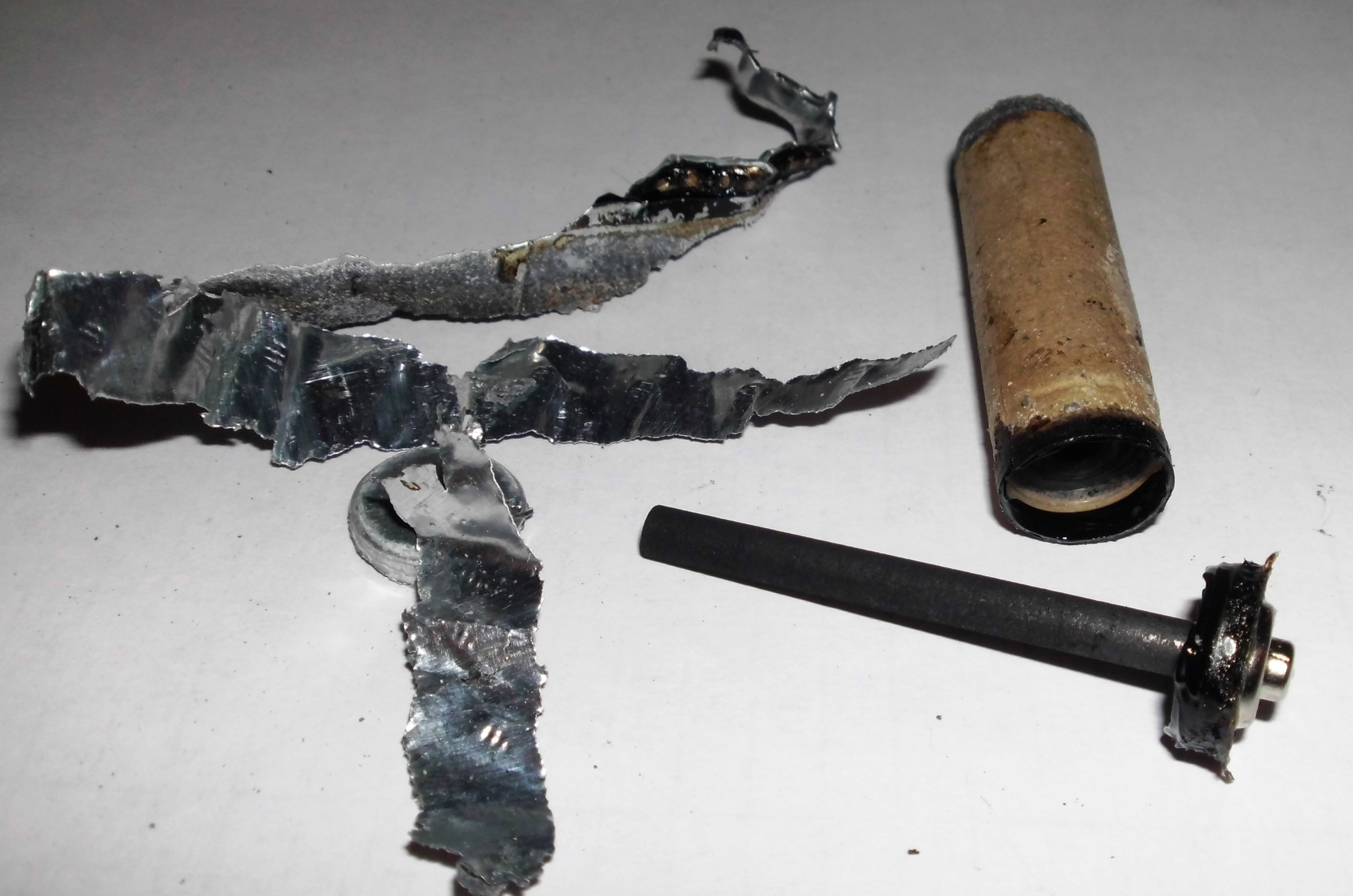
Цинковый стаканчик удалён, угольный стержень («+» электрод), впрессованный в «+» контакт-крышку, демонтирован
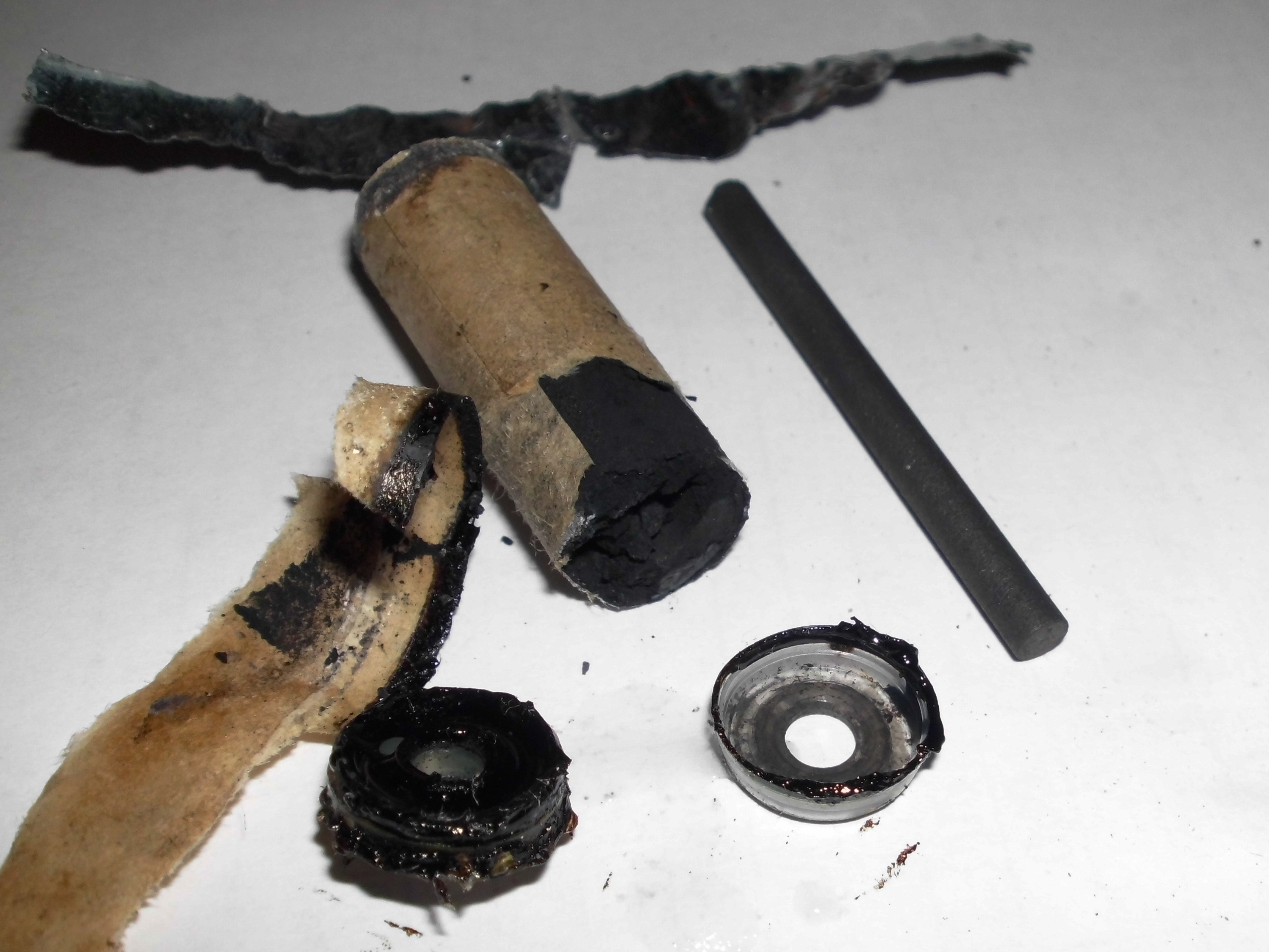
Внутри бумажного стаканчика - прессованный марганцево-графитный порошок с каналом для «+» электрода

## Области применения
Все первичные источники тока, за исключением серебряно-цинкового, обладают большим внутренним сопротивлением — десятки Ом, не допускающим разряда их токами большой силы из-за чрезмерного падения напряжения на внутреннем сопротивлении. Это надо учитывать при использовании их в качестве силовых источников тока.
Наиболее эффективной областью применения солевых батареек являются приборы со средним и низким энергопотреблением, например, в ДУ пультах и часах, по причине более медленного саморазряда солевой батарейки (в сравнении с щелочными элементами питания).